# Torneo Preparación 1944 (Argentina)
El Torneo Preparación Copa Farrell fue un torneo oficial, no regular, organizado por la Asociación del Fútbol Argentino en 1944. Participaron los 12 equipos de la segunda división de Argentina, divididos en dos zonas de 6 equipos cada una. Se jugó a una rueda todos contra todos, con un total de 5 partidos por equipo. Los ganadores de cada zona se enfrentaron a un solo encuentro para definir al ganador del certamen.

## Historia
El Torneo Preparación 1944, también conocido como "Copa Farrell", reunió a 12 clubes de la Segunda División que compitieron en dos grupos de seis a una sola rueda donde el ganador de cada zona se clasificaría a la final del certamen. El 10 de enero se aprobó el torneo, el 24 se realizó el sorteo y se pactó como fecha de su inicio la primera semana de febrero.

## Participantes

### Zona A
Acassuso (San Isidro – Provincia de Buenos Aires), Almagro (Villa Crespo – Buenos Aires), Colegiales (Villa Martelli – Provincia de Buenos Aires), Defensores de Belgrano (Núñez – Buenos Aires), Excursionistas (Villa Crespo – Buenos Aires), Tigre (Victoria – Provincia de Buenos Aires).

### Zona B
All Boys (Floresta – Buenos Aires), El Porvenir (Gerli – Provincia de Buenos Aires), Estudiantes (Villa Devoto – Buenos Aires), Nueva Chicago (Mataderos – Buenos Aires), Sportivo Dock Sud (Dock Sud – Provincia de Buenos Aires), Temperley (Turdera – Provincia de Buenos Aires).

## Clasificación

### Zona A

#### Tabla de posiciones final
| Pos. | Equipo                 | Pts. | PJ | PG | PE | PP | GF | GC | Dif. |
| ---- | ---------------------- | ---- | -- | -- | -- | -- | -- | -- | ---- |
| 1.º  | Tigre                  | 10   | 5  | 5  | 0  | 0  | 18 | 4  | 14   |
| 2.º  | Excursionistas         | 7    | 5  | 3  | 1  | 1  | 10 | 8  | 2    |
| 3.º  | Defensores de Belgrano | 6    | 5  | 3  | 0  | 2  | 12 | 10 | 2    |
| 4.º  | Almagro                | 4    | 5  | 2  | 0  | 3  | 14 | 19 | −5   |
| 5.º  | Acassuso               | 2    | 5  | 1  | 0  | 4  | 12 | 17 | −5   |
| 6.º  | Colegiales             | 1    | 5  | 0  | 1  | 4  | 11 | 19 | −8   |

|  | Clasificado a la final. |

### Zona B

#### Tabla de posiciones final
| Pos. | Equipo        | Pts. | PJ | PG | PE | PP | GF | GC | Dif. |
| ---- | ------------- | ---- | -- | -- | -- | -- | -- | -- | ---- |
| 1.º  | All Boys      | 8    | 5  | 4  | 0  | 1  | 18 | 12 | 6    |
| 2.º  | El Porvenir   | 7    | 5  | 3  | 1  | 1  | 20 | 14 | 6    |
| 3.º  | Nueva Chicago | 7    | 5  | 3  | 1  | 1  | 19 | 14 | 5    |
| 4.º  | Temperley     | 4    | 5  | 2  | 0  | 3  | 13 | 15 | −2   |
| 5.º  | Dock Sud      | 2    | 5  | 0  | 2  | 3  | 13 | 17 | −4   |
| 6.º  | Estudiantes   | 2    | 5  | 1  | 0  | 4  | 6  | 17 | −11  |

|  | Clasificado a la final. |

## Final

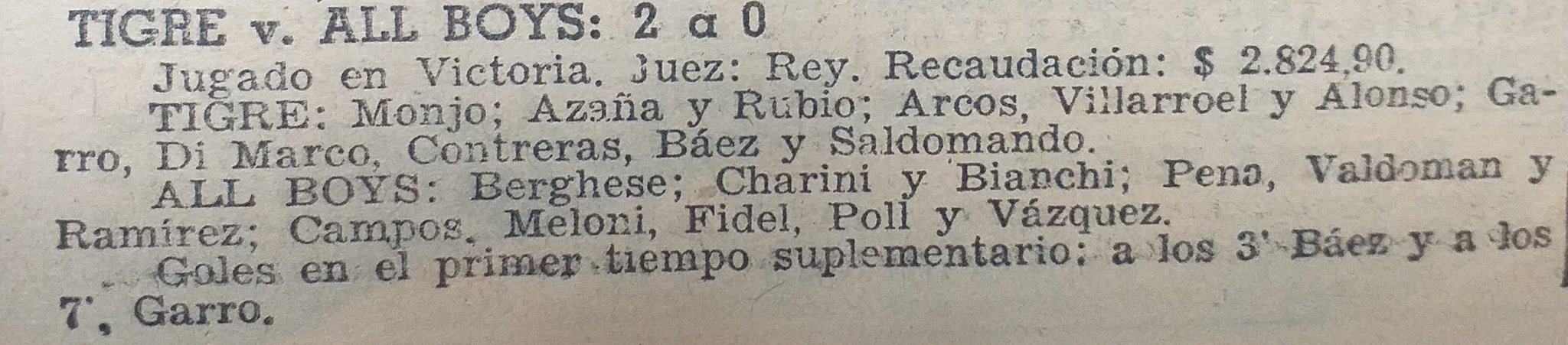
Síntesis de la final de la Copa entre Tigre y All Boys.

La final se jugó en el Estadio José Dellagiovanna debido a que Tigre alcanzó una mejor performance en la fase de grupos por sobre All Boys. El resultado fue 2-0 a favor del local, ambos goles concretados en tiempo extra tras haber igualado sin tantos en los 90 minutos.